# イオン前沢ショッピングセンター
イオン前沢ショッピングセンター（イオンまえさわショッピングセンター）は、岩手県奥州市前沢にあるイオン東北株式会社が運営管理する総合スーパー（GMS）。

## 沿革
- 1996年（平成8年）
  - 7月 - 施設建設工事を開始[3]。
  - 11月23日 - ジャスコ運営の「ジャスコ前沢ショッピングセンター」として開店[4][5]。
- 2001年（平成13年）8月21日 - ジャスコ株式会社がイオン株式会社に商号変更。
- 2006年（平成18年）2月20日 - 市町村合併に伴い、所在地が奥州市前沢区へ変更。
- 2008年（平成20年）8月21日 - イオン株式会社の純粋持株会社移行により、イオンリテール株式会社が小売事業部門を継承[6]。
- 2011年（平成23年）3月1日 - GMS事業の再編に伴い、「イオン前沢ショッピングセンター」へ店名変更。
- 2018年（平成30年）4月1日 - 地域自治区の廃止に伴い、所在地が奥州市前沢に変更[7]。
- 2020年（令和2年）
  - 3月1日 - イオン東北株式会社発足に伴い、店舗の管理・運営および食品売場をイオン東北に移管[8]。
  - 4月1日 - 本店を含む全国のイオン直営売場での無料レジ袋配布終了[9]。
- 2021年（令和3年）
  - 3月29日 - 1階の食品売場をリニューアル[10][11]。
  - 9月1日 - イオン東北とイオンリテール東北事業本部の統合に伴い、衣料、住居余暇、H&BC各売場をイオン東北に移管[12]。

## フロアとテナント

### フロア概要
核店舗のイオン前沢店と32の専門店で構成される。
| 階  | フロア概要                   |
| --- | ---------------------------- |
| 2階 | ファッションとキッズのフロア |
| 1階 | 食品と暮らしのフロア         |

### テナント
別棟のテナントのみ掲載。
- DCM（ホームセンター）
- やまや（酒類ほか）
- チャンスセンター（宝くじ）
- マクドナルド（ファストフード）
- すき家（ファストフード）
- 福ふく亭（定食）
- ダイナム（パチンコ）
- トーサイ（車販売）
- ペトラス（給油所）
- コインランドリー洗たく村（コインランドリー）

※テナント情報は2025年6月時点
出店テナント全店の詳細情報、営業時間およびATMを設置している金融機関の詳細は公式ウェブサイト「イオン前沢店」および「イオン前沢 専門店街」を参照。

## アクセス

### 鉄道
- 前沢駅（JR東日本・東北本線）から徒歩で約7分

### 自動車
- 東北自動車道 - 平泉前沢ICから約8分、奥州スマートICから約16分

### 駐車場
当施設の駐車場は1,565台分設けている。
| 施設駐車場 | 駐車台数 | 駐車可能時間 | 備考 |
| ---------- | -------- | ------------ | ---- |
| 正面駐車場 | 1,565    | 6:30 - 23:30 |      |